# Биљана Ковачевић Вучо
Биљана Ковачевић Вучо (Београд, 21. мај 1952 — Београд, 20. април 2010) била је српска правница, боркиња за људска права у Србији, публицисткиња, значајна антиратна активисткиња.

## Биографија
Дипломирала је на Правном факултету у Београду. Положила је правосудни испит 1978. године, а затим радила као правни саветник у Привредном суду у Београду (1978 — 1988), а затим као виши сарадник у кривичном и грађанском одељењу Врховног суда Србије (1988 — 1996). Од 1996. године радила је као адвокат у Београду, у адвокатској канцеларији специјализованој за кривично право и случајеве кршења људских права.
Бавила се активизмом, писала чланке, а била је активна и на политичкој сцени.
Била је чланица Савеза реформских снага Југославије Анте Марковића, затим Грађанског савеза Србије, који је напустила 1996. године. Од 2007. године је чланица политичког савета Либерално-демократске партије. 
Ћерка је генерал-пуковника ЈНА Вељка Ковачевића и Истранке Инес Вало.
Преминула је 20. априла 2010. у Београду, од сепсе. Сахрањена је 23. априла на Новом гробљу у Београду.

## Значајни правни и активистички ангажмани
Учествовала је у оснивању више невладиних организација у Београду: Савета за људска права Центра за антиратну акцију у Београду, Хелсиншког одбора за људска права у Србији, Југословенске акције НВО и независног синдиката „Независност“. Била је чланица Радне групе за будућност бивше Републике Југославије, а у Центру за транзицију ка демократији била је председница Извршног одбора. Један је оснивача Комитета правника за људска права – YUCOM (некадашњи Југословенски комитет правника за људска права) где је била председница од 1997.
Заступала је и жртве кршења људских права пред националним и међународним телима (Комитет УН за људска права и Европски суд за људска права). Заступала је новинара Жељка Бодрожића у једином случају који је добијен против Србије, пред комитетом УН за људска права. 
Ауторка је многих публикација и чланака.
Имала је подршку признатих међународних невладиних организација као што су Amnesty International, Front Line, Urgent Action Fund for Women's Human Rights. 
Са Соњом Бисерко, Борком Павићевић, Сешком Станојловић и Николом Баровићем је сарађивала при оснивању Хелсиншког одбора за људска права у Србији.  Сташа Зајовић је говорила о Биљанином предвиђању да ће доћи до масовног киднаповања оних вредности за које су се залагале, што је критика усмерена против ултрадесничарских снага и њихових злочина. У Боркином Центру за културну деконтаминацију се могао погледати филм са инсертима из ТВ емисија у којима је Биљана гостовала. Биљана Ковачевић Вучо је учествовала и у антиратним протестима у Милошевићевој Србији, као и протестима против кршења људских права у Србији након 5. октобра. Била је једна од неколико најистакнутијих београдских антиратних и антифашистичких активисткиња. У њен активистички ангажман спада и одбрана дезертера из ратова 90-их, као и кампања да се усвоји закон о Приговору савести и право на цивилну службу, а поред тога је и једна од ауторки Декларације о Сребреници. 

## Награде
Добила је награду "Ледоломац" за "најхрабрије и најупорније залагање за демократију, људска права и слободе и чување и развијање вредности грађанског друштва у 2008. години", што је награда коју јој је доделила Либерално демократска партија. 
Фонд "Биљана Ковачевић-Вучо" је основан 2010. године, а од 2011. године истоимена награда се додељује сваке године на 21. мај, Биљанин рођендан, као признање за напоре да се унапреде и заштите људска права. 